# هپارینوئید
هپارینوئید (به انگلیسی: Heparinoid) دارویی است که برای درمان ضایعات ضربه‌ای، التهابی و دژنراتیو مفاصل، لیگمانها، تاندونها و عضلات و همچنین درمان آرتریت و میالژی استفاده می‌شود.